# Кайра, Кваме
Кваме Кайра (англ. Kwame Kaira, род. 28 февраля 1982) — малавийский шоссейный велогонщик.

## Карьера
Многократный призёр чемпионата Малави в групповой гонке. Поднимался на подиум ряда местных гонок.
В сентябре 2016 года вместе с Стюартом Камбевай проехал на велосипеде за 8 дней 1149 км из Нсандже в Читипу, чтобы собрать средства на строительство скважин в некоторых районах страны.

## Достижения
2010
3-й на Чемпионат Малави — групповая гонка
2011
2-й на Чемпионат Малави — групповая гонка
2013
2-й на Чемпионат Малави — групповая гонка